# Eparchia di Minusinsk

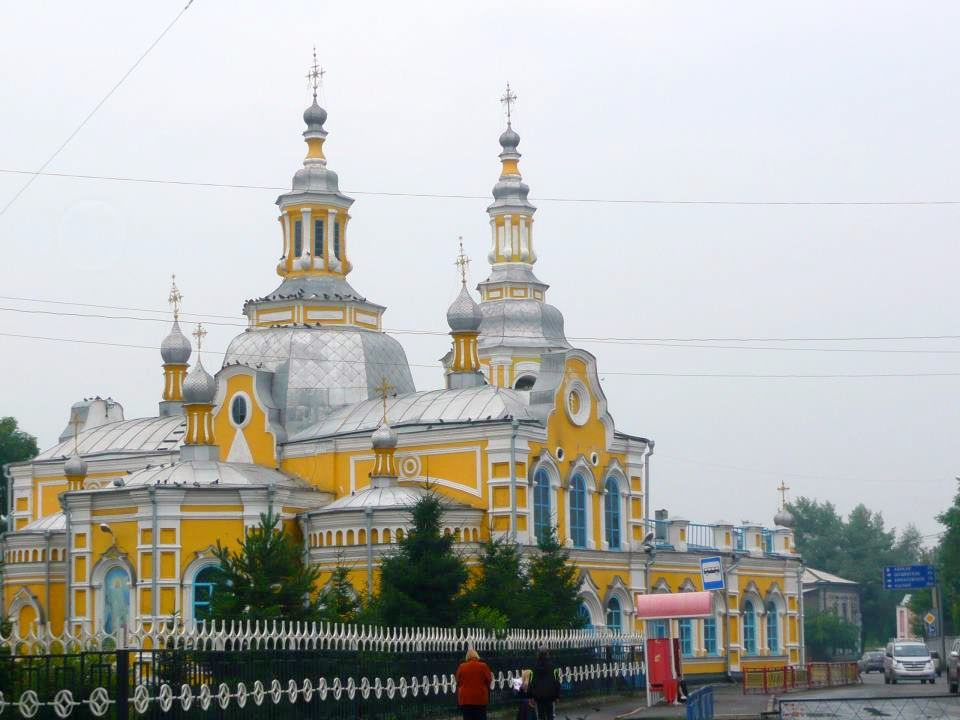
La cattedrale dell'eparchia di Minusinsk.

L'eparchia di Minusinsk (in russo Минусинская епархия?) è una diocesi della Chiesa ortodossa russa, appartenente alla metropolia di Krasnojarsk.

## Territorio
L'eparchia comprende la città di Minusinsk e i rajon Minusinskij, Ermakovskij, Idrinskij, Karatuzskij, Krasnoturanskij, Kuraginskij, Šušenskij nella parte meridionale del territorio di Krasnojarsk.
Sede eparchiale è la città di Minusinsk, dove si trova la cattedrale di Spassky.
L'eparca ha il titolo ufficiale di «eparca di Minusinsk e Kuragino».

## Storia
L'eparchia è stata eretta dal Santo Sinodo della Chiesa ortodossa russa il 28 dicembre 2018 ricavandone il territorio dall'eparchia di Krasnojarsk.